# Marsupializacja

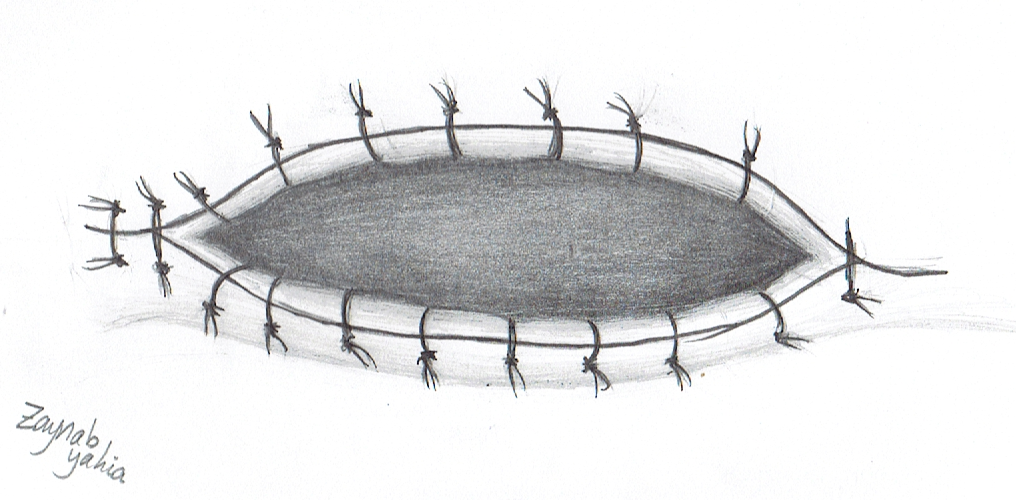
Rysunek przedstawiający stan po przeprowadzonej marsupializacji

Marsupializacja − jedna z metod chirurgicznych leczenia torbieli. Polega ona na przecięciu ściany torbieli, usunięciu jej zawartości oraz wszyciu przeciętych brzegów ściany torbieli w błonę śluzową, aby nie dopuścić do jej ponownego zamknięcia i wypełnienia. Może być ona wykonywana z cięcia zewnętrznego lub także techniką endoskopową. Zabieg marsupializacji torbieli może być stosowany w leczeniu torbieli występujących w różnych okolicach ciała:
- torbiel gruczołu Bartholina (w ginekologii)[5]
- żabka (w chirurgii twarzowo-szczękowej)[6]
- torbiel nerki[4]
- torbiel wątroby[7]
- torbiel trzustki[8]

Zwykle bywa stosowany w przypadku braku możliwości usunięcia torbieli w całości lub w przypadkach nieefektywnego drenażu torbieli.